# José Perácio Berjun

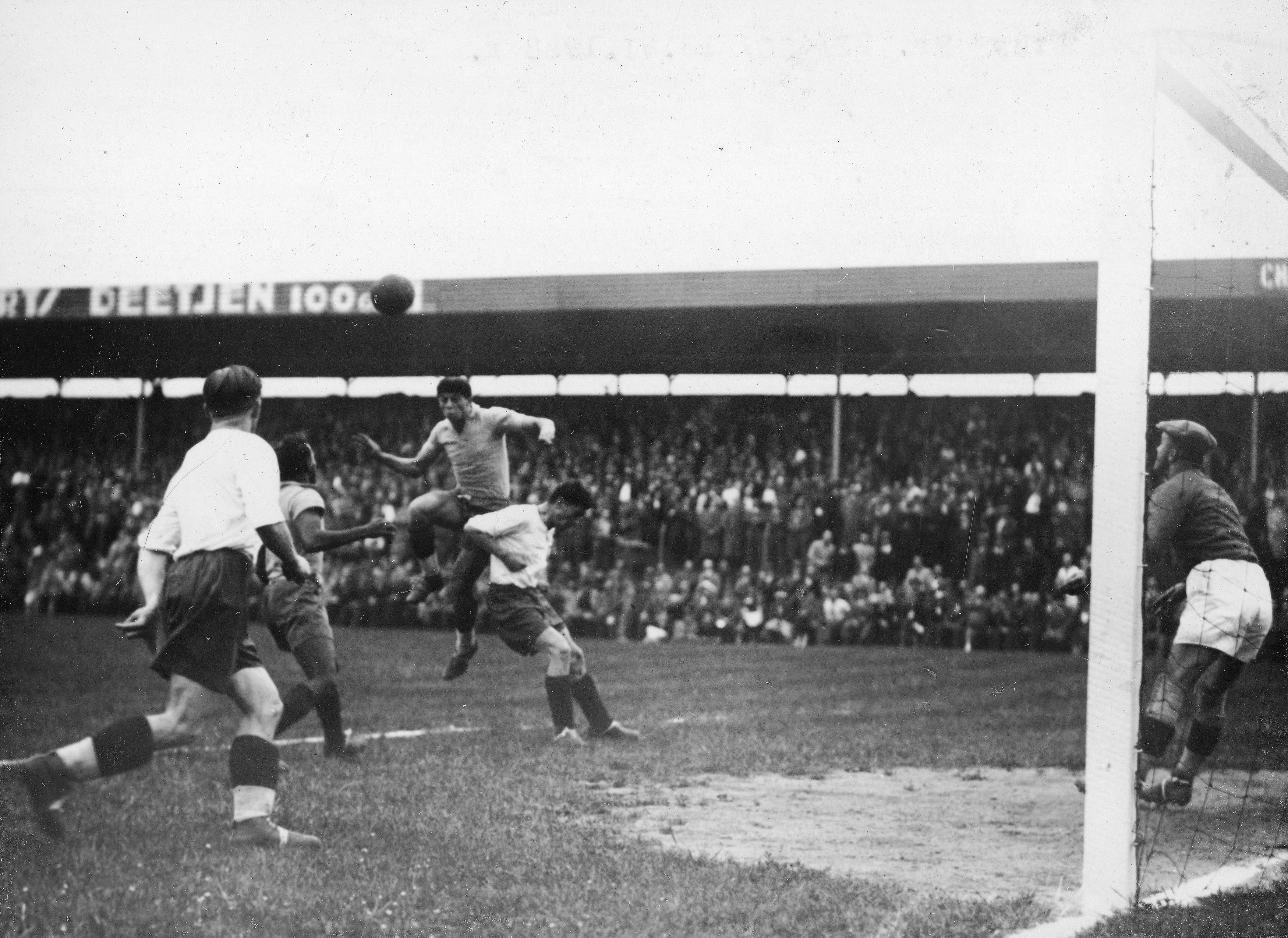
Partit entre la Selecció de futbol del Brasil i Polònia l'any 1938, on Perácio marcà el tercer gol per l'equip brasiler.

José Perácio Berjun (Nova Lima, 2 de novembre de 1917 - Rio de Janeiro, 10 de març de 1977) fou un jugador de futbol brasiler de les dècades de 1930 i 1940.

## Trajectòria
Durant la seva llarga carrera (1932-1951) defensà els colors del Villa Nova, Botafogo, Flamengo i Canto do Rio. Guanyà tres campionats de Minas Gerais (1933, 1934 i 1935) i tres campionats de Rio de Janeiro (1942, 1943 i 1944). Amb la selecció del Brasil disputà el Mundial de 1938, en el qual assolí la tercera posició i on marcà tres gols.

## Palmarès
Vila Nova
- Campionat mineiro: 1932, 1933, 1934, 1935
- Torneio Inicio: 1932, 1935

Botafogo
- Torneio Inicio: 1937

Flamengo
- Campionat carioca: 1942, 1943, 1944
- Torneio Inicio: 1946, 1951
- Torneio Relâmpago do Rio de Janeiro:1943
- Elfsborg Cup: 1951